# Black Republic
Black Republic  (en hangul, 그들도 우리처럼; romanización revisada, Geudeuldo uri-cheoreom; literalmente: "Ellos también son como nosotros") es una película surcoreana de 1990 dirigida por Park Kwang-su.

## Sinopsis
Un drama social sobre una joven activista estudiantil que se esconde de las autoridades trabajando en una pequeña ciudad minera.

## Elenco
- Moon Sung-keun como Kim Ki-young
- Park Joong-hoon como Lee Seon-cheol
- Shim Hye-jin como Song Young-sook
- Hwang Hae como Shim
- Park Gyu-chae como Lee Sa-jang
- Lee ill-woong como Jeong
- Yang Jin-yeong como Dae-shik
- Kim Min-hee como Mi-sook
- Kim Kyung-ran como la madre de Taek-i
- Cho Ju-mi como la madre de Soon-i

## Premios
- Blue Dragon Film Awards (1990) Mejor Película[2]
- Singapur Festival Internacional de Cine (1991) Pantalla de Plata, Premio a la Mejor Película Asiática